# Zinc Bar

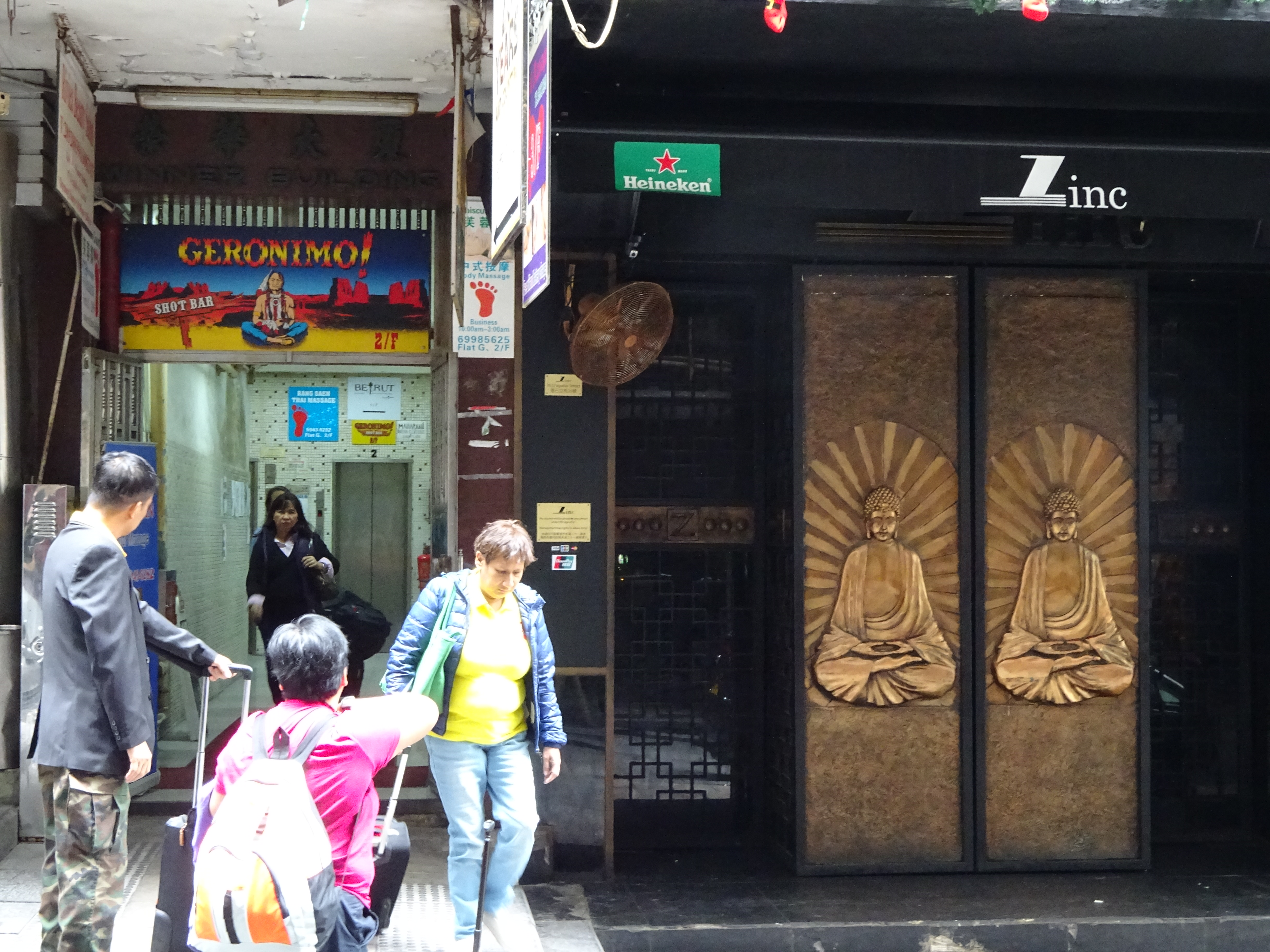
Eingangsbereich der Zinc Bar in der 3rd Street

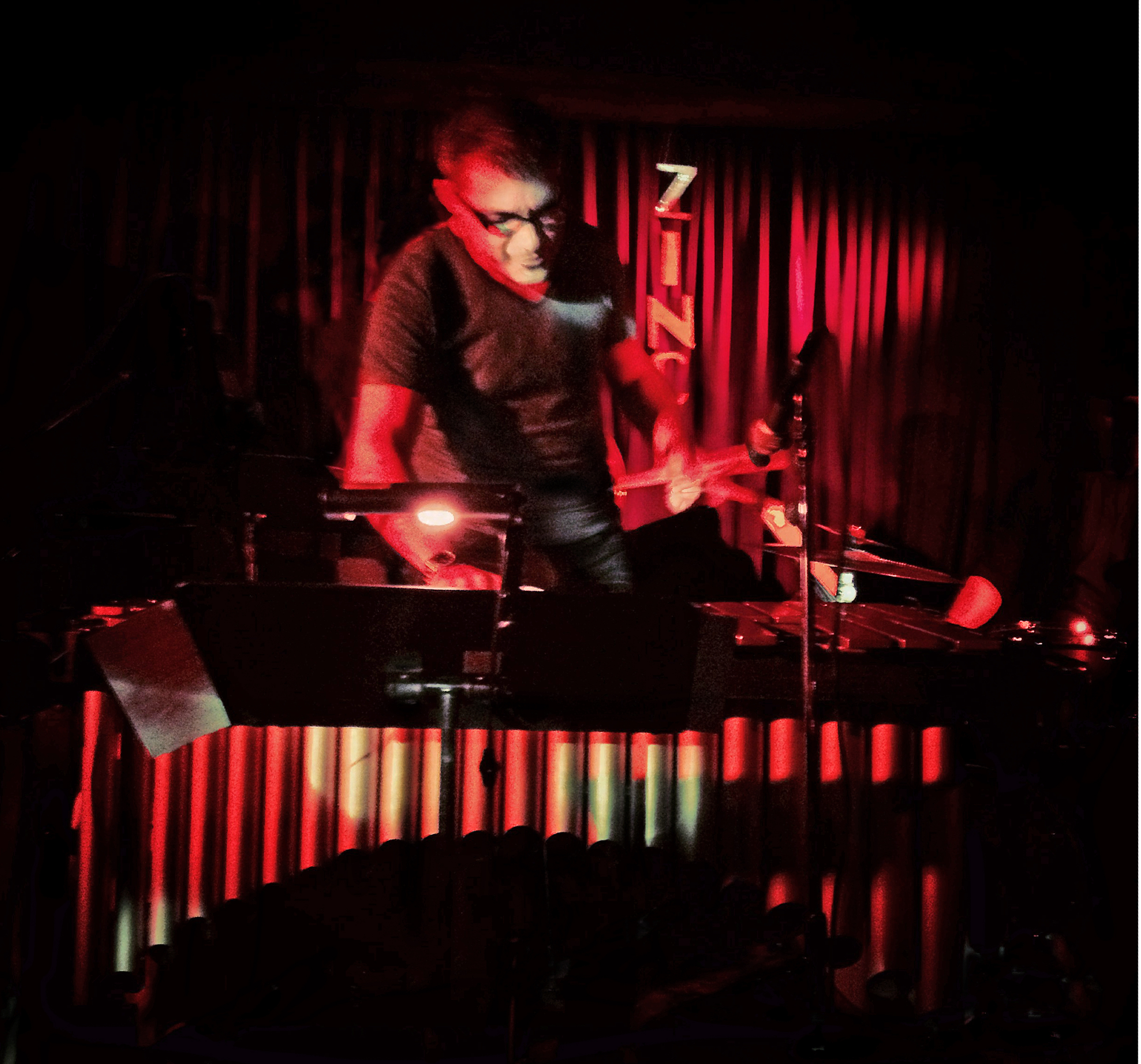
Der Vibraphonist Christos Rafalides 2014 bei einem Auftritt in der Zinc Bar

Die Zinc Bar ist ein Jazzclub im New Yorker Stadtteil Manhattan, der in der heutigen Form seit Anfang der 2000er-Jahre besteht.
Die Zinc Bar befindet sich 82 W 3rd Street zwischen Thompson Street und Sullivan Street im Viertel Greenwich Village. Der Club ist seit Anfang der 2000er-Jahre im Besitz der Geschwister Alex Kay and Kristina Kossi, die den früheren Club Cinderella übernommen hatten. Dort traten ab den 1940er-Jahren Jazzgrößen wie Thelonious Monk und Billie Holiday auf; zu den Gästen zählte Frank Sinatra. Später wurde daraus ein irischer Rockclub. Nach seiner Übernahme wurde der frühere Art-Deco-Dekor des Clubs restauriert.
Neben täglichen Auftritten von Jazzmusikern (wie J. D. Allen III, Victor Bailey, Cyro Baptista, Richard Bona, Billy Drummond, Orrin Evans, Joel Frahm, Gregory Hutchinson, Ethan Iverson, Jack Jeffers, Talib Kibwe, David Kikoski, Frank Lacy, Oliver Lake, Joe Magnarelli, Linda Oh, Ed Polcer, Wallace Roney, Bobby Sanabria, Lew Soloff, E. J. Strickland, Yosvany Terry oder Charles Tolliver) spielen dort an den Wochenenden afrikanische und brasilianische Bands bzw. treten dort Stand-up-Comedy-Künstler auf.
Dort entstanden Mitschnitte von Auftritten der Lonnie Plaxico Group (Live at the Zinc Bar NYC, 2007), von Richie Goods & Nuclear Fusion (mit Helen Sung), der Rashied Ali Tribute Band (Live at The Zinc Bar, u. a. mit Josh Evans) und von Valery Ponomarev (Our Father Who Art Blakey (2014), u. a. mit Benny Golson). Einige Stücke der Platte Common Language von Attila Zoller und Helmut Kagerer wurden gleichfalls dort aufgenommen.